# معنى ليف
معنى ليف، إصدار المملكة المتحدة: (ردمك 0-330-28121-6)، إصدار الولايات المتحدة: (ردمك 0-517-55347-3) هو روح الدعابة القاموس من أسماء المواقع الجغرافية وانجليزيه كتبها دوغلاس ادامز وجون لويد  نشرت في المملكة المتحدة في عام1983والولايات المتحدة عام1984.

## محتوى
الكتاب عبارة عن «قاموس للأشياء التي لا توجد كلمات لها بعد».بدلاً من اختراع كلمات جديدة، اختار آدمز ولويد عددًا من أسماء الأماكن الموجودة وخصصوا لها معاني مثيرة للاهتمام،معاني يمكن اعتبارها على شفا الوجود الاجتماعي وجاهزة لأن تصبح كيانات معروفة.
جميع الكلمات المدرجة هي أسماء المواقع الجغرافية وتصف المشاعر والأشياء الشائعة التي لا توجد كلمة إنجليزية حالية لها.ومن الأمثلة على ذلك شوبورينس («الشعور الغامض غير المريح الذي تشعر به عند الجلوس على مقعد لا يزال دافئًا من مؤخرة شخص آخر»)و بليموث («لربط قصة مسلية بشخص ما دون أن تتذكر أنهم هم من رواها لك في بادئ الأمر»).
يحمل غلاف الكتاب عادةً شعار"هذا الكتاب سيغير حياتك"، إما كجزء من غلافه أو كملصق لاصق.يُعرَّف ليف (قرية بالقرب من دندي في اسكتلندا) في الكتاب على أنه "كتاب يتناقض غلافه تمامًا مع محتوياته. على سبيل المثال، أي كتاب يحمل سترة الغبار عبارة "هذا الكتاب سيغير حياتك".

## الأصل والنشر
وفقًا لرواية آدامز،نشأت الفكرة وراء معنى ليف من لعبة مدرسية قديمة وبدأت عندما كان هو ولويد يقضيان عطلة معًا في كورفو في عام1978أثناء كتابة رواية المسافر الأولى.  تم استخدام هذه الفكرة كجزء من كتاب عرضي ليست أخبار الساعة التاسعه 1982 ((ردمك 0-571-11853-4)، حيث توجهوا إلى «كلمة اليوم الجديدة من قاموس اوكستيل».جاء اقتراح تحويل هذا إلى كتاب كامل في حد ذاته من فابر إم دي ماثيو إيفانز كتب آدامز ولويد الجزء الأكبر من النص في صيف 1982 في ماليبو ، كاليفورنيا.
في الأساس، استخدم الفكاهي الإنجليزي بول جينينغز الفكرة نفسها في مقال نُشر في وير، واي، واتفورد،في أواخر الخمسينيات من القرن الماضي.تكهن آدامز بأن المعلم الذي ابتكر لعبة المدرسة ربما فعل ذلك بعد قراءة المقال. أرسل مذكرة اعتذار إلى جينينغز. دافع زميله الفكاهي مايلز كينجتون عن آدامز ولويد في عموده في صحيفة تايمز، مشيرًا إلى اختلاف في الأسلوب.
صدر الكتاب في المملكة المتحدة في نوفمبر1983في وقت سوق الميلاد لقد لقيت كتاب بون نجاحًا تجاريًا.
تم اختيار عنوان الكتاب ليكون مشابهًا جدًا لفيلم مونتي بايثون «معنى الحياة» الذي تم إنتاجه في نفس الوقت، بعد أن اتصل دوجلاس آدامز بتيري جونز ليسأله عما إذا كان سيكون جيدًا.كانت فكرة آدامز أن الخلط المحتمل مع نص الفيلم سيساعد في بيع المزيد من نسخ الكتاب. في الواقع، في بداية فيلم مونتي بايثون، يظهر شاهد القبر بعنوان «معنى ليف» قبل أن يضرب صاعقة آخر حرف الاف وتحولها إلى حرف أي.

## إصدارات
نُشرت طبعة منقحة وموسعة من الكتاب الأصلي، مع ما يقرب من ضعف عدد التعريفات، في عام 1990 مثل المعنى الأعمق ليف(ردمك 0-330-31606-0)إصدار الولايات المتحدة (ردمك 0-517-58597-9))على الرغم من بقاء النسخة الأصلية مطبوعة. ظهرت بعض الكلمات الجديدة في ديبر سابقًا في قطعة ليف بواسطة آدامز ولويد وستيفن فراي في كتاب عيد الميلاد المرح تماما كتاب عيد الميلاد الإغاثة المصورة (1986). الاختلافات الرئيسية بين الإصدارين (لأي من نسختين من الكتاب) هي تلك الخاصة بـ الإنجليزية الأمريكية. تهجئات اللغة الإنجليزية البريطانية، على الرغم من أن المعنى الأعمق للليف يحتوي على تعريفات مختلفة لكل من كلمة «جلوسوب» والكلمة الفخرية «ليف». في المعنى الأعمق للليف، يُعرَّف ليف بأنه ظاهرة لا توجد كلمة لها.
تم إصدار آخر من السلسلة أفترليف، مع المزيد من الإدخالات التي ساهم بها لويد، وجون كانتر، وابنة دوجلاس آدامز بولي.  
في15أغسطس2013، تم نشر طبعة فاخرة للذكرى الثلاثين.
تم إجراء تعديل ألماني بواسطة سفين بوتشر تحت عنوان، المعنى الأعمق لابينز نُشر في عام 1992 ((ردمك 3-453-87960-0)). تمت ترجمة المعاني من النص الأصلي ولكن تمت مطابقتها مع أسماء الأماكن التي تنقل التأثير الفكاهي باللغة الألمانية. تتضمن أحدث طبعة كلاً من التعديل الألماني والأصل الإنجليزي ((ردمك 3-453-87960-0)).
في عام 1989، نُشرت نسخة هولندية بعنوان كونت يو بروكيلين بقلم جوستوس فان أويل (نيج وفان ديتمار(ردمك 90 236 7311 5) باستخدام نفس تنسيق حجم الكتاب كإصدار المملكة المتحدة القياسي9.1 × 16.8سم.استخدم الكتاب أسماء الأماكن بشكل رئيسي من هولندا بالإضافة إلى حفنة من بلجيكا ولوكسمبورغ المجاورتين.لم يكن هناك إصدار مقوى، ولم يتم تكييف المعنى الأعمق ليف مع السوق الهولندي.تم إعادة إصداره في عام 2000بغلاف مختلف.
تم نشر التعديلات الفنلندية «إليمين تاركويتوس» و «إليمين فاريمانن تاركويتوس» في عامي 1996 و 1997 ((ردمك 952-9646-26-7) و(ردمك 952-9646-52-6)).
كتب الممثل الكوميدي أندرس لوند مادسن نسخة دنماركية بعنوان مادسينس معجم للأشياء التي لا توجد كلمات مرحة لها بعد،نُشرت عام1997.إنها ليست ترجمة. وبدلاً من ذلك تم ذكرها على أنها «فكرة مسروقة من دوجلاس آدمز وجون لويد»وقد ورد معنى ليف في نص حقوق النشر الخاصة بالناشر.

## استقبال
نقد ديف لانغفورد معنى ليف للقزم الأبيض رقم49 وذكر أنه"مضحك للغاية.تطور ليف من لعبة صالة إلى أنت تقرر ما يجب أن يعنيه اسم المكان، كما في مقال بول جينينغز عام1964الذي أوضح أن بودكين كان وحدة عمل تساوي واحدًا على ستين من ساعة رجل.

## روابط خارجية
- «معنى ليف عند 30» إنتاج راديو بي بي سي 4